# Henrettelsen
Henrettelsen (også kendt som Barnemordersken fra Frankrig) er en tre minutter lang dansk stumfilm fra 1903 instrueret af Peter Elfelt. Filmen er den første danske handlingsfilm/fiktionsfilm. Handlingen er baseret på en autentisk fransk mordsag, hvor en barnemorderske, dræbte sine ti børn.
Filmen er delvist bevaretmed et fragment på godt 1 minut.

## Handling
En grædende kvinde føres bort af politiet efter domsafsigelsen.

## Medvirkende
- Franciska Nathansen Den dømte barnemorderske
- Victor Betzonich

## Produktion
Filmen er optaget ved Christiansborgs buegange.